# اریک (بازیکن فوتبال، زاده نوامبر ۱۹۹۷)
اریک (انگلیسی: Erick؛ زادهٔ ۱۴ نوامبر ۱۹۹۷) بازیکن فوتبال اهل برزیل است.
از باشگاه‌هایی که در آن بازی کرده‌است می‌توان به باشگاه فوتبال اتلتیکو پارانائنزه اشاره کرد.